# Тодор Грачанић Станић
Тодор (или Теодор) Грачанић Станић (XVIII век — XIX век) био је српски иконописац из Сарајева активан крајем 18. и почетком 19. века.

## Биографија
Тодор Грачанић Станић се помиње у писаним актима Старе цркве у Сарајеву. Потписао се на икони Богородица са Христом из 1801.